# Clathromangelia fuscoligata
Clathromangelia fuscoligata är en snäckart som först beskrevs av Dall 1871.  Clathromangelia fuscoligata ingår i släktet Clathromangelia och familjen kägelsnäckor. Inga underarter finns listade i Catalogue of Life.